# Cryptostigma inquilina
Cryptostigma inquilina är en insektsart som först beskrevs av Robert Newstead 1920.  Cryptostigma inquilina ingår i släktet Cryptostigma och familjen skålsköldlöss. Inga underarter finns listade i Catalogue of Life.